# Lautersee
Lautersee er en lille bjergsø i Mittenwald,  i Landkreis Garmisch-Partenkirchen (Oberbayern i den tyske delstat Bayern).
Den ca. 14,6 ha og op til 19 meter dybe sø, ligger i 1.013 meters højde, syd for Hohen Kranzberg i  Wettersteinbjergene.
På bredden er der  hotel, badeanstalt, bådudlejning og et lille kapel.
Der går en buslinje fra Mittenwald til søen. Ca. 1,5 km mod vest ligger Ferchensee, hvorfra man kan komme videre til Schloss Elmau. Man kan også komme fra Mittenwald til Lautersee gennem Laindalen.
47°26′19″N 11°14′7″Ø / 47.43861°N 11.23528°Ø